# Söğütlütepe
Söğütlütepe (türkisch für Weidenhügel) ist ein Dorf im Landkreis Pertek der türkischen Provinz Tunceli. Im Jahr 2011 lebten in Söğütlütepe 108 Menschen.
Es liegt 85 km von der Provinzhauptstadt Tunceli, und 32 km von der Stadt Pertek entfernt. Das Dorf liegt im Bereich des kontinentalen Klimas. Die Wirtschaft des Dorfes beruht auf Landwirtschaft und Viehzucht. 
Gülbari ist der alte kurdische Name des Dorfes.
| Bevölkerungsentwicklung | Bevölkerungsentwicklung |
| ----------------------- | ----------------------- |
| Jahr                    | Einwohner               |
| 2008                    | 107                     |
| 2000                    | 92                      |
| 1997                    | 84                      |